# 上海レッドイーグルス
上海華信（シャンハイカシン）は、中華人民共和国上海市を本拠地とする中国野球リーグのチーム。本拠地は崇明区にある上海崇明体育訓練中心棒球場（観客席2000席）。

## 概要
若い選手が主体。創設当初は大阪近鉄バファローズと業務提携を結んでいたが、オリックスと合併したため、現在は阪神タイガースと業務提携を結んでいる。しかしこれといって選手交流等は行われていない。
2003年に行われたIBAFワールドカップの中国代表はすべて上海の選手で構成されていた。
2004年シーズンは元台湾代表外野手、廖敏雄が監督として指揮を執った。2008年からは中国代表主将で主力選手として活躍した張玉峰が兼任監督に就任。彼が不在の時は単偉が代行で指揮を取っている。
2023シーズンにおいて全体順位2位となり、中国シリーズで全体1位の江蘇ヒュージホースを破り初めての優勝を果たした。
2025年5月に、台湾の中国信託商業銀行がスポンサーとなり、チーム名も上海華信に変更された。

## 主な所属選手
投手
- 11  唐政佳
- 12  宮海成
- 17  王宇宸
- 19  李建業
- 20  顧炎卿
- 26  孫海龍
- 42  王翔
- 79  屠佳倫

捕手
- 9  李寧（英語版）
- 70  凡徳雨

内野手
- 5  張文韜
- 7  楊晋
- 18  韓継超
- 21  銭俊浩
- 30  陸立韜
- 33  楊木羽
- 35  楊勝奥
- 53  李炎恩
- 77  王斌

外野手
- 1  丁宇澤
- 10  韓嘯
- 51  孟醒
- 76  寇永康

## かつて在籍していた選手
投手
- 朱明泉
- 卜涛
- 前田勝宏
- 葉明強
- 李鵬
- 夏康男
- 張力
- 張俊
- 陳海峰
- 董事
- 朱大衛

野手
- 瞿巍峰
- 李良
- 董春華
- 郝國臣
- 何長征
- 張玉峰
- 魏宗海
- 陳琦
- 劉軼俊